# 波氏马鲾
波氏马鲾（学名：Equulites popei），为鲾科马鲾属下的一个种。分布于印度洋和西太平洋海域。本种通过雷赛布迁移已扩散至地中海海域。
本种曾被视为是长身马鲾（Equulites elongatus）的次定同物异名，但线粒体DNA分析表明两种是不同物种。

## 扩展阅读
- 維基物種上的相關：波氏马鲾